# Sint-Elisabethsconvent
Het Sint-Elisabethsconvent was een  klooster gelegen tegenover de toenmalige Onze Lieve Vrouw ten Hemelopnemingkerk in Huissen.

In 1448 stichtten de Franciscanessen als eersten in Huissen een klooster gesticht, het Sint-Elisabethsconvent. Dit klooster was vanaf de oprichting een centrum van het katholicisme in Huissen en bood na de reformatie in het omliggende gebied een tehuis voor gevluchte priesters.
In de Tachtigjarige Oorlog werd het omliggende Gelre vanaf 1579 als deel van de Nederlanden protestant. Huissen bleef tot het hertogdom Kleef behoren en werd daardoor een katholieke enclave. Veel katholieken uit de wijde omgeving gingen daarom toen in Huissen naar de kerk en de bevolking nam behoorlijk toe. Het Sint-Elisabethsconvent huisvestte in die tijd vaak gevluchte priesters, waaronder de apostolisch vicaris Johannes van Neercassel. 

Het klooster heeft tot 1812 bestaan. In dat jaar behoorde Huissen tot het Franse Keizerrijk en werd het klooster door de Franse autoriteiten gesloten. Van 1866 tot 1965 hadden de Franciscanessen wederom een klooster, het Sint-Elisabethklooster, in Huissen.